# Turkse heivlinder
De Turkse heivlinder (Hipparchia pellucida) is een vlinder uit de onderfamilie Satyrinae van de familie Nymphalidae (aurelia's). De wetenschappelijke naam is voor het eerst geldig gepubliceerd in 1923 door Hermann Stauder.
De soort komt voor in Europa.